# Готфрид (Намюр)
Жофруа I; Готфрид I от Намюр (на френски: Godefroi Ier de Namur, Gottfried; * ок. 1067; доказан 1080; † 19 август 1139) от Дом Намюр, е през 1097 г. граф на Порсеан (jure uxoris) и от 1102 г. граф на Намюр в Белгия.

## Биография
Той е син на граф Алберт III от Намюр († 1102) и Ида от Саксония († 1102), наследничка на Ла Рош, дъщеря на херцог Бернхард II от фамилята Билунги и Ейлика от род Швайнфурти.
През 1121 г. Готфрид подарява манастир Floreffe. През 1136 г. неговата съпруга Ермезинда е определена от император Фридрих I Барбароса за наследничка на Графство Люксембург и дава графството на най-големия им син Хайнрих IV.

## Фамилия
Първи брак: през 1087 г. със Сибила де Шато-Порсеан, дъщеря на граф Роджер и Ерменгарда, с която се развежда през 1104 г. Те имат две дъщери:
- Елизабет († сл. 1144), 1141 доказана, ∞ I. за Жерве, граф на Ретел († 1124), II. пр. 1 февруари 1131 г. за Кларембод де Розоуа († 1158), 1141 доказан
- Фландрин (Цецил, † сл. 1177), ∞ за Алард II д‘Епиноа († сл. 1177).

Втори брак: през 1109 г. с Ермесинда I Люксембургска († 1141), дъщеря на Конрад I, граф на Люксембург, и вдовица на Алберт I фон Егисхайм, граф на Дагсбург († 1098). Техните деца са:
- Алберт († 1127)
- Хайнрих IV Слепи (* ок. 1113; † 14 август 1196), 1136 граф на Люксембург
- Клеменция († 28 декември 1158), ∞ ок. 1130 Конрад, херцог на Церинген († 1152) (Церинги)
- Алиса (* ок. 1115; † ок. 31 юли 1169), ∞ ок. 1130 Балдуин IV, граф на Хенегау, 1163 граф на Намюр († 8 ноември 1171)
- Беатрис († 1160), ∞ Гонтиер, граф на Ретел († 1148)